# Thomas Gwyn Elger
Thomas Gwyn Empy Elger (1836 - 1897) là một nhà viết sách người Anh và là một trong những nhà quan sát mặt trăng ưu việt của thời đại Victoria, nổi tiếng với bản đồ mặt trăng của ông, được coi là một trong những bản đồ tốt nhất cho đến những năm 1960. Ông là giám đốc đầu tiên của Bộ phận Mặt trăng của Hiệp hội Thiên văn học Anh (BAA), và được nhớ đến bởi miệng núi lửa mặt trăng Elger.

## Tiểu sử
Thomas Elger sinh ngày 27 tháng 10 năm 1836 tại Bedford, nơi gia đình ông đã được thành lập trong nhiều thế hệ và được giáo dục tại Trường Bedford. Cha ông-Thomas Gwyn Elger (1794 - 1841) là một kiến trúc sư và nhà xây dựng. Ông nội, cha và con trai tham gia chính trị thị trấn, và tất cả đều giữ chức thị trưởng.
Elger học tại Đại học College London và lựa chọn nghề kỹ sư xây dựng. Ông đã tham gia vào một số công việc quan trọng, bao gồm dự án Đường sắt Metropolitan và Đường sắt Thung lũng Severn. Tuy nhiên, các cuộc khảo sát của ông về xây dựng đường sắt ở Holstein đã bị dừng lại bởi cuộc chiến với và Áo vào năm 1864.
Ngay sau đó, ông đã từ bỏ sự theo đuổi tích cực của nghề nghiệp và thay vào đó là sự cống hiến cho các nghiên cứu khoa học. Ông đã phát triển một sở thích mạnh mẽ đối với thiên văn học từ khi còn nhỏ và dựng lên đài quan sát đầu tiên của mình ở Bedford.
Elger quan sát với một phản xạ 8,5 inch. Bản phác thảo của ông từ năm 1884 đến 1896 hiện đang thuộc sở hữu của BAA. Ông được biết đến như là một người viết sách cẩn thận,tỉ mỉ và không ai bắt lỗi được ông.
Ông được nhớ đến nhiều nhất với cuốn sách The Moon(Mặt Trăng): Mô tả đầy đủ và Bản đồ về các đặc điểm vật lý chính của nó. Được xuất bản vào năm 1895, các bản đồ của nó vẫn được các nhà quan sát mặt trăng đánh giá cao do bản chất không bị che khuất của chúng.
Độ sáng thị giác của các tính năng mặt trăng được thể hiện trong Thang đo Lunar Albedo của Elger. Thang đo này đã được tạo ra vào năm 1791 bởi nhà thiên văn học người Đức Johann Hieronymus Schröter và được phổ biến bởi Elger.
Elger là thành viên của một số hiệp hội thiên văn học, và ông được bầu làm thành viên của Hiệp hội Thiên văn Hoàng gia vào ngày 10 tháng 2 năm 1871. Ông là thành viên sáng lập của Hiệp hội Selenographic tồn tại trong một thời gian ngắn, vào năm 1878, ông là Chủ tịch Hội Thiên văn học Liverpool, và còn là một thành viên sáng lập của Hiệp hội Thiên văn học Anh, vào năm 1890, trở thành giám đốc đầu tiên của Phần Mặt trăng. Ông được bổ nhiệm làm cộng tác viên của Hiệp hội Thiên văn học xứ Wales, một hình thức thành viên danh dự. Bên cạnh công việc thiên văn của mình, ông còn là một nhà khảo cổ học hăng hái và đã thành lập Câu lạc bộ Lịch sử và Hội đồng lịch sử tự nhiên Bedfordshire.
Thomas Gwyn Elger qua đời vào ngày 9 tháng 1 năm 1897, ở tuổi 60 và miệng núi lửa mặt trăng Elger được đặt tên để vinh danh ông vào năm 1912.